# Кундышское сельское поселение
Кундышское сельское поселение — муниципальное образование (сельское поселение) в составе Медведевского района Марий Эл Российской Федерации.
Административный центр поселения — посёлок Силикатный.

## История
Статус и границы сельского поселения установлены Законом Республики Марий Эл от 18 июня 2004 года № 15-З «О статусе, границах и составе муниципальных районов, городских округов в Республике Марий Эл».

## Численность населения поселения
| 2010  | 2011  | 2012  | 2013  | 2014  | 2015  | 2016  |
| ----- | ----- | ----- | ----- | ----- | ----- | ----- |
| 5113  | ↗5116 | ↘5073 | ↘4937 | ↘4900 | ↘4773 | ↘4650 |
| 2017  | 2018  | 2019  | 2020  | 2021  | 2023  |       |
| ↘4563 | ↘4507 | ↘4407 | ↘4338 | ↘4215 | ↘4103 |       |

## Состав сельского поселения
В состав сельского поселения входят 3 посёлка:
| № | Населённый пункт | Тип населённого пункта          | Население |
| - | ---------------- | ------------------------------- | --------- |
| 1 | Кундыш           | посёлок                         | →35       |
| 2 | Силикатный       | посёлок, административный центр | ↘1639     |
| 3 | Сурок            | посёлок                         | ↗2629     |